# SDR (Software-defined radio)

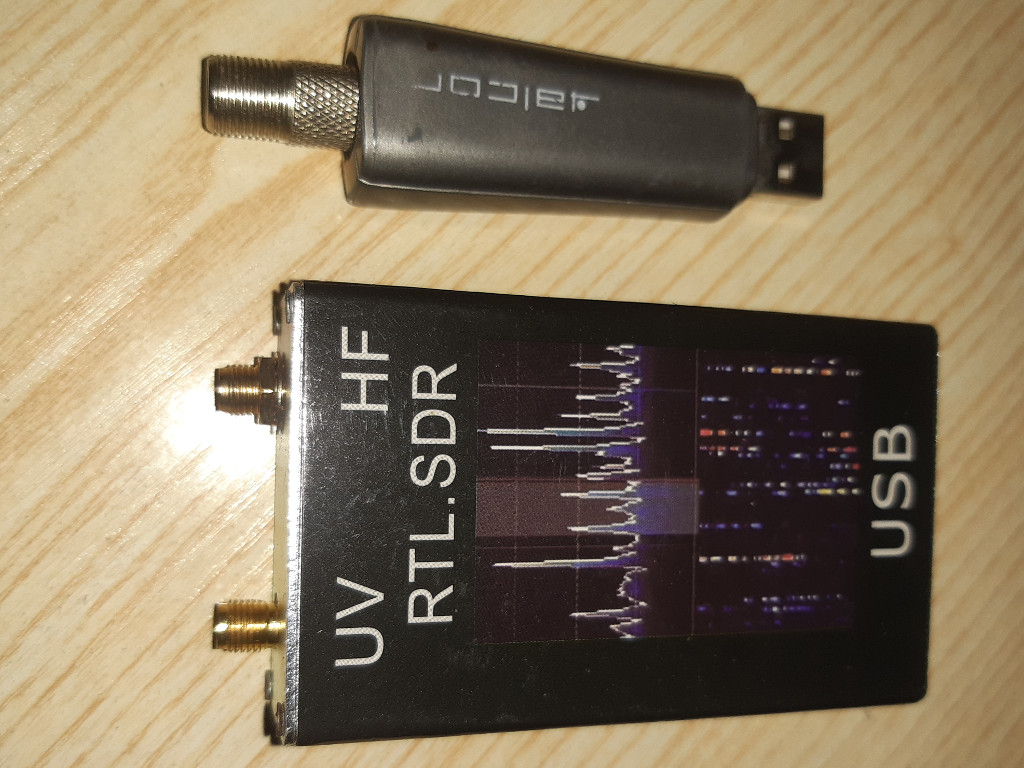
SDR készülékek

Az SDR (Software-defined radio - Szoftver által definiált rádió) alatt olyan rádiókészüléket értünk, amely a bemenő antennajelet szoftveres úton dolgozza fel. Olyan változatok is léteznek, amelyek a modulálni kívánt jelet alakítják át antennajellé.
Az SDR technológia létrejöttét a nagy mintavételi sebességű A/D átalakítók tették lehetővé, melyek a rádiófrekvenciás tartományba eső jeleket is képesek digitális jelfolyammá alakítani. Ezek az átalakítók közvetlenül néhány MHz-ig képesek a nagyfrekvenciás jelet digitalizálni, viszont léteznek közvetett feldolgozású SDR-ek, melyek a bemenő jelet letranszponálják a feldolgozható tartományba.
SDR technológiával építenek komplett rádióvevő vagy adóvevő készüléketet, de léteznek olyan SDR eszközök is, amelyek csak az antennajel digitalizálását végzik, és a digitalizált jelet USB csatlakozáson keresztül lehet a számítógépbe bejuttatni, és ott a megfelelő szoftverrel feldolgozni.

## Az SDR működése
Maga a rendszer 3 részegységre különíthető el:
1. Analóg jel digitális jellé, számok által leírt görbévé alakítása
2. Szoftveres feldolgozás, átalakítás matematikai függvényekkel
3. A keletkezett jelminta átalakítása analóg jellé

### Antennajel digitális jellé alakítása
Az analóg jelből digitális jelet A/D konverterrel (ADC) lehet előállítani. Az A/D átalakítást kvantálásnak is nevezzük. Antennajelet közvetlen módon 2 MHz-ig lehet ilyen módon hibamentesen feldolgozni. A nagyon alacsony frekvenciákat, 20 kHz -ig közönséges hangkártyával is át lehet alakítani digitális jellé.
A kereskedelemben kapható SDR készülékek közvetett feldolgozásúak, az antennajelet digitalizálás előtt analóg módon átalakítják, transzponálják. A transzponálás lényege, hogy egy adott rádiófrekvenciás tartományt leképeznek az A/D konverterrel feldolgozható frekvenciatartományba. Ezt a letranszponált jelet nevezzük középfrekvenviás jelnek, vagy I/Q jelnek.
Az A/D konverzió lényegében úgy történik, hogy az A/D konverter "megméri" a jel pillanatnyi szintjét, és az adott jelszinthez hozzárendel egy számértéket. Ez a mérés nagy sebességgel, 2 MHz-es feldolgozásnál 2 millió mérést végez el másodpercenként, és így minden másodperben 2 millió számérték keletkezik. Ezekből a számértékekből áll elő az a görbe, ami szoftveres feldolgozásra továbbkerül.
A feldolgozási sebességet mintavételezési rátának (sample rate) nevezzük.
Általában nincs szükség 2 MHz-es sávszélességű feldolgozásra, így a feldolgozandó sávblokk általában leszűkítésre kerül. Legtöbb SDR-nél ez szoftveresen állítható, vagy komplett SDR rádióknál ezt egy beágyazott szoftver határozza meg.
Az SDR készülék minőségét leginkább az A/D konverter bitmélysége határozza meg. Az olcsóbb készülékek 8 biten leképezett számokból állítják elő a bináris jelmintát, de léteznek olyan készülékek is, amelyek 32 vagy 48 bites A/D konverziót végeznek.
A feldolgozási tartomány leszűkítése azért is fontos, mert viszonylag nagy bitrátájú digitális jel keletkezik, aminek az átvitele során késleltetés léphet fel, valamint a feldolgozása is meglehetősen számításigényes.
{\displaystyle b_{r}=nS_{r}}
- br - a kapott digitális jel bitrátája
- n - a feldolgozás bitmélysége
- Sr - mintavételezési ráta

Tehát ha 2 MHz-es mintavételezési sebességgel, 8 bites bitmélységű digitális jelet állítunk elő, akkor 16 Mbit/s lesz a kapott digitális jel bitrátája.
A számítógéphez csatlakoztatható SDR készülékek ezt a jelet juttatják el USB porton keresztül a számítógépbe. Sokféle jelfeldolgozó szoftver létezik.

### Szoftveres feldolgozás

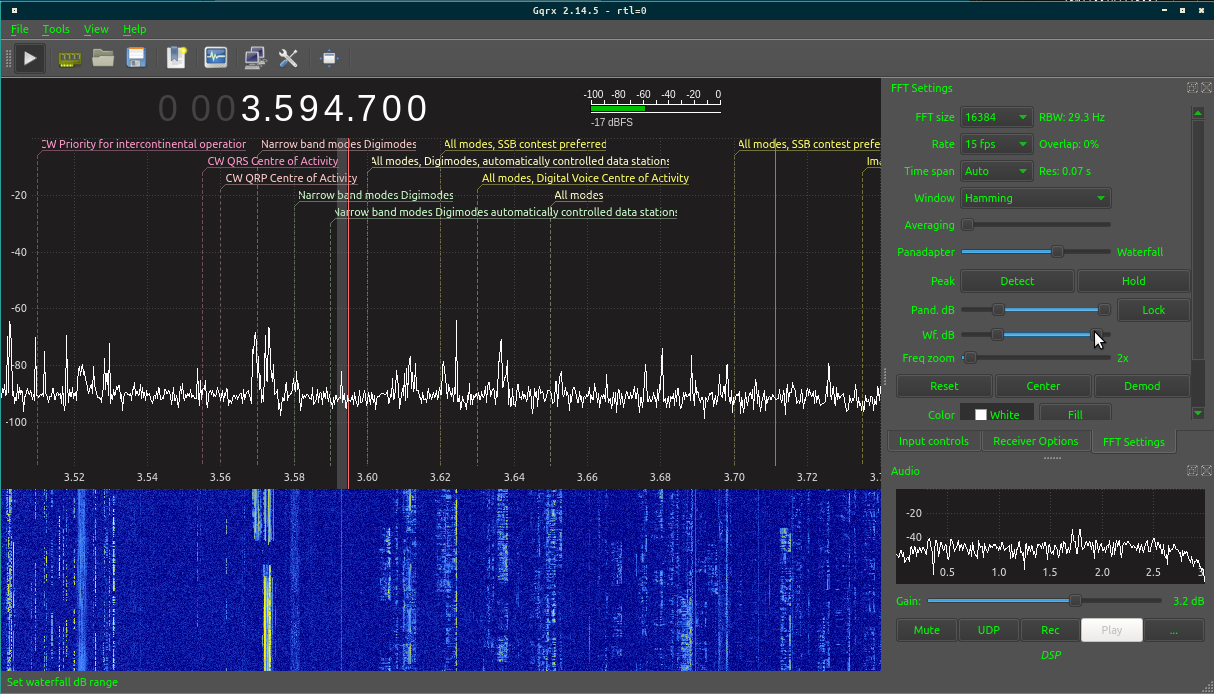
SDR szoftver működés közben

A szoftveres feldolgozás lehetővé teszi, hogy a digitalizált antennajelből matematikai műveletekkel visszanyerjük azt a jelet, amit az adóoldalon hozzákevertek a rádiófrekvenciás váltóáramhoz, az ún. vivőfrekvenciához. Hangjel esetén szoftveres feldolgozás után digitális hangminta keletkezik, amit egy hangkártya meg tud szólaltatni.
A szoftveres feldolgozás történhet számítógéppel, vagy komplett SDR rádiók esetén a feldolgozást beágyazott szoftver végzi.
A szoftveres feldolgozás alapja a Hilbert transzformáció, Fourier transzformáció, vagy Fourier analízis. Lehetőség van mind demodulálni, mind előállítani amplitúdó- vagy frekvenciamodulált jelet. Továbbá lehetőség van bármilyen jelfeldolgozásra, ami matematikai úton leírható.
A szoftveres feldolgozás által a digitalizált antennajelből
- nyerhető bináris hangminta
- nyerhető binárisan kódolt képi információ
- nyerhető bináris videofolyam,
- nyerhető nyers bináris adat vagy binárisan kódolt szöveges információ
- spektrumanalízissel monitorozható egy meghatározott rádiófrekvenciás tartomány[4]

Továbbá a digitalizált antennajel elmenthető adattárolóra behatóbb elemzés céljára. A műszaki, ipari fejlesztések, valamint a tudományos kutatások területén ennek a lehetőségnek kiemelt jelentősége van.
A digitalizált antennajel hálózatra is streamelhető, így egy adott frekvenciatartomány távolról is figyelhető, sőt, lehetőség van távvezérelni is az ilyen eszközöket. Néhány ilyen megosztott SDR folyam figyelhető: https://rx-tx.info/map-sdr-points
Videóinformáció esetén a képjel és a hangjel szétválasztása is szoftveres úton történik. 

### Digitális jel analóggá alakítása
A D/A konverziónak leginkább a hangjel visszanyerésénél van szerepe. Az analóg monitorok visszaszorulásával a digitális képjel analóg képjellé történő alakítása egyre inkább okafogyottá válik.

### Az SDR mint adókészülék

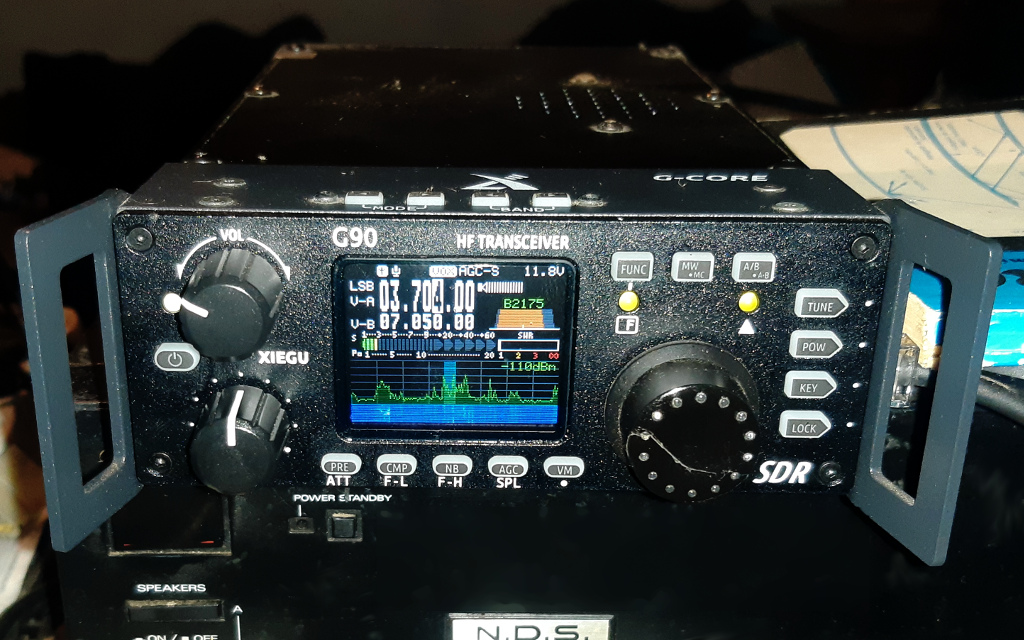
XIEGU G90 - SDR alapon megvalósítótt amatőr adó-vevő készülék

A SDR adókészülékeknél is fennáll az a probléma, hogy csak 2 MHz-ig képesek antennajelet előállítani. Nagyobb frekvenciájú jel előállítása itt is csak közvetett úton valósítható meg. Szoftveresen a középfrekvenciás jelminta előállítása történik, ebből a jelmintából D/A konverzióval jön létre az analóg középfrekvenciás jel, amihez megfelelő frekvenciájú nagyfrekvenciás szinuszos jelet kevernek hozzá.

## Az SDR felhasználási területe

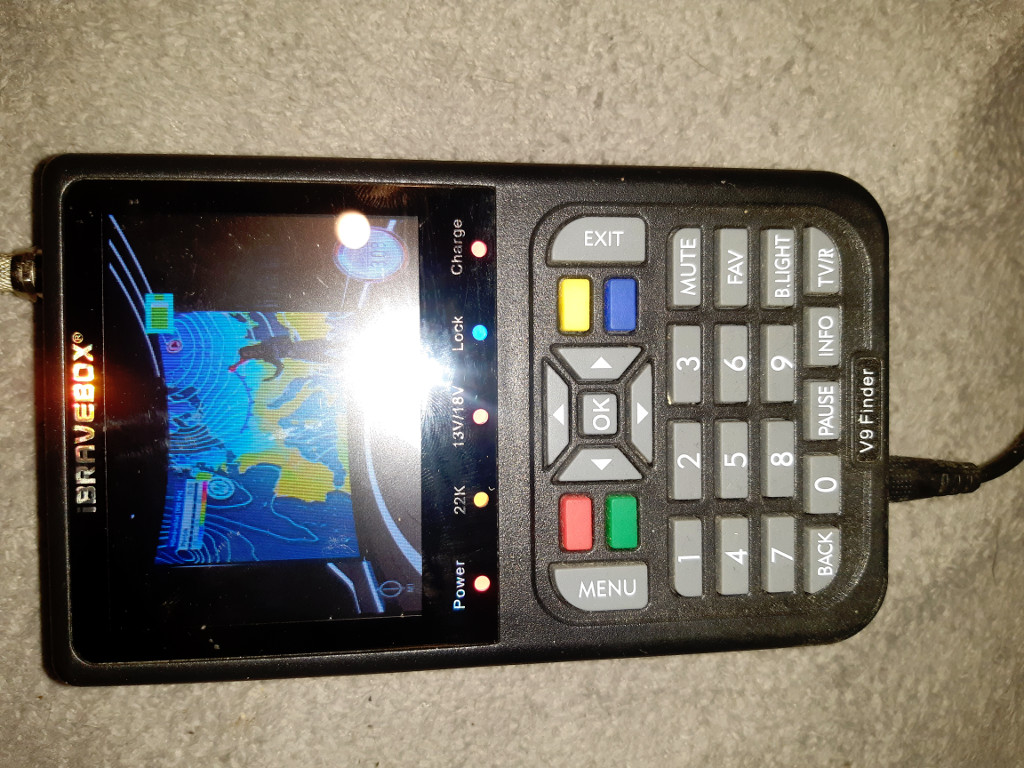
IBRAVEBOX - SDR alapú műholdas antenna-tesztelő miniatűr televíziókészülék

- IBRAVEBOX - SDR alapú műholdas antenna-tesztelő miniatűr televíziókészülékrádiók, leginlább DAB vételre alkalmas készülékek
- televíziók, leginkább DVB vagy egyéb digitális vételre alkalmas készülékek
- adó-vevő készülékek
- mérőműszerek, oszcilloszkópok, analizátorok
- műholdvevők, műholdas jelkeresők

Néhány, kereskedelemben kapható DVB-T USB készülék is SDR alapú, sőt megfelelő szoftverrel lehet használni SDR rádióként.

## Számítógépen futtatható SDR szofverek[3]
| Szofrver neve | Honlap                                            | GNU/Linux | Windows | MAC |
| ------------- | ------------------------------------------------- | --------- | ------- | --- |
| SDR#          | https://airspy.com/                               |           | X       |     |
| HDSDR         | http://www.hdsdr.de/                              |           | X       |     |
| SDR++         | https://github.com/AlexandreRouma/SDRPlusPlus     | X         | X       | X   |
| Linrad        | http://www.sm5bsz.com/linuxdsp/linrad.htm         | X         | X       |     |
| Gqrx SDR      | https://gqrx.dk/                                  | X         |         |     |
| CubicSDR      | https://github.com/cjcliffe/CubicSDR              | X         | X       | X   |
| ShinySDR      | https://github.com/kpreid/shinysdr                | X         |         |     |
| HPSDR         | http://openhpsdr.org/download.php                 | X         | X       | X   |
| sdrangelove   | https://osmocom.org/projects/sdr/wiki/sdrangelove | X         |         |     |